# Girardot
Girardot és un municipi i ciutat de Colòmbia de la província de l'Alto Magdalena, departament de Cundinamarca. És el segona ciutat més important de Cundinamarca, localitzada a menys de tres hores de Bogotà i amb un clima tropical, comparat amb el clima fred i plujós de Bogotà.

## Història
En els temps pre-colombins el municipi de Girardot va ser habitat per una tribu d'indis anomenats «Panches» d'origen desconegut. El municipi va començar amb el llogarret de “La Chivatera” (granja de cabres). El llogarret estaba localitzat en la jurisdicció del municipi de Tocaima, del qual existeixen documents datats de 1840 anomenant-lo «paso de Flandes». .
A causa de la seva posició estratègica l'àrea va experimentar un creixement, i gràcies a la donació de terra per Ramón Bueno i José Triana, el municipi fou oficialment fundat amb el nom de Girardot, en honor del General Atanasio Girardot el 9 d'octubre de 1852. El primer alcalde del districte va ser Claudio Clavijo. La parròquia va ser creada el 1866 (Gaceta de Cundinamarca n. 407 de 7 de juliol de 1891).